# Meditation

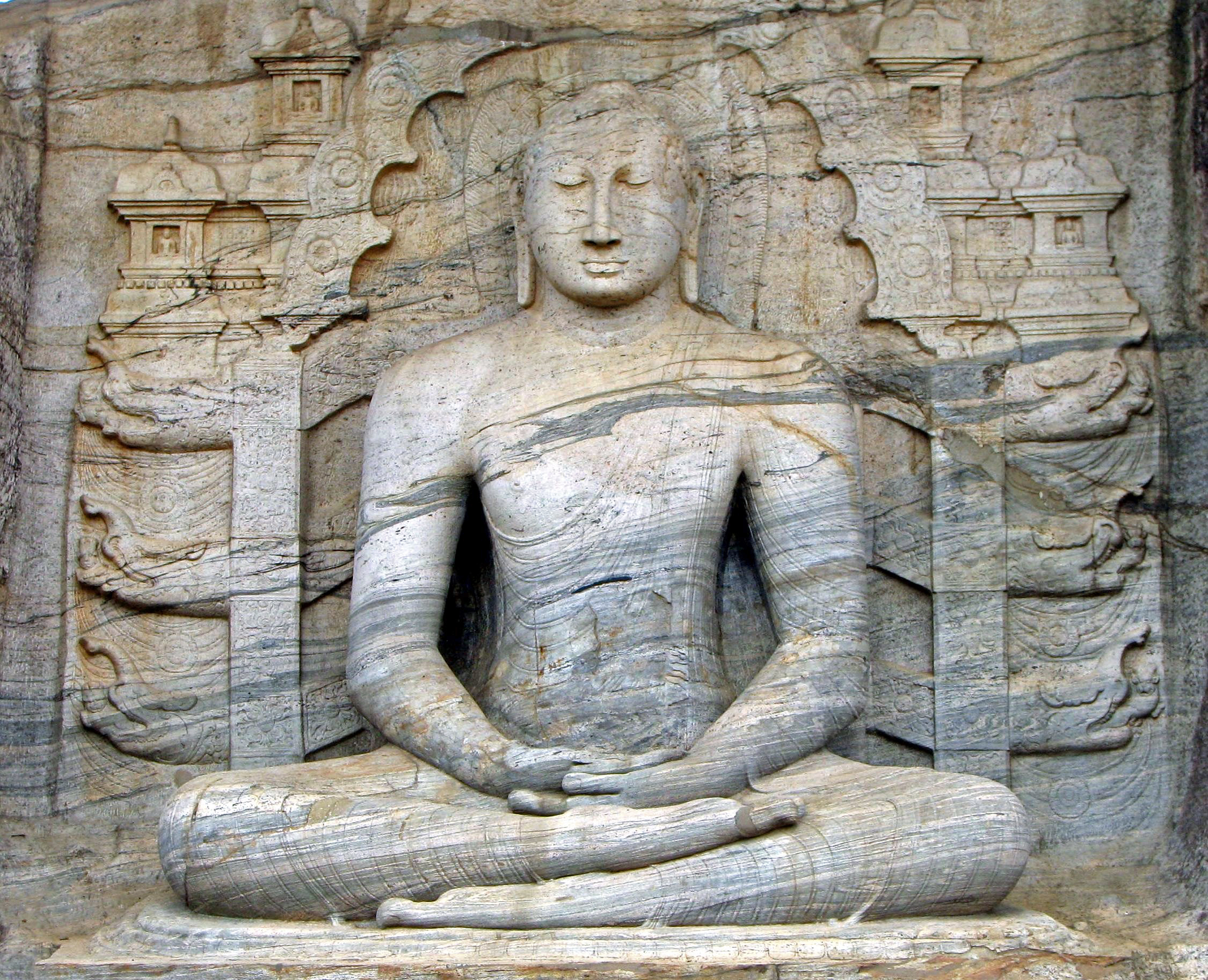
Darstellung des Buddha in Meditationshaltung (Dhyana mudra, Polonnaruwa)

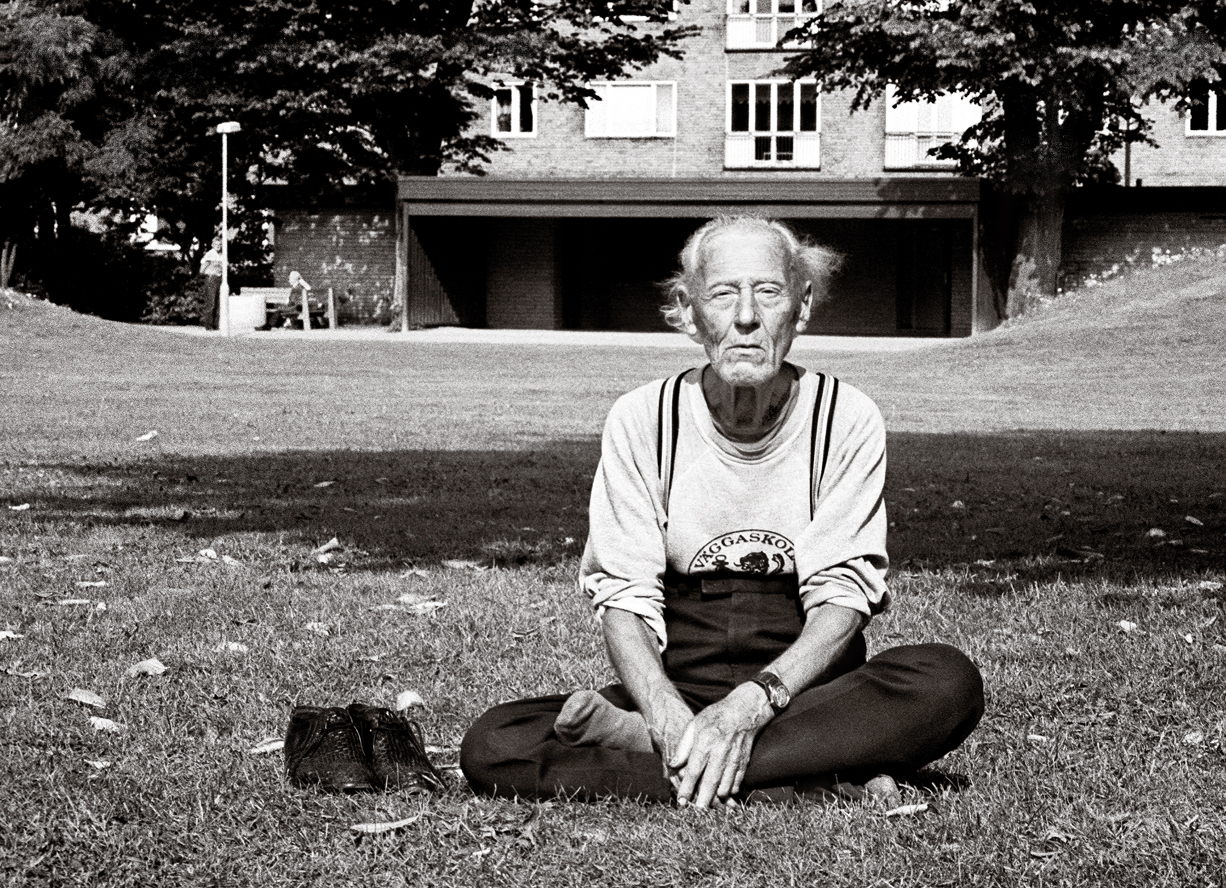
Meditation im Park (Malmö, 1983)

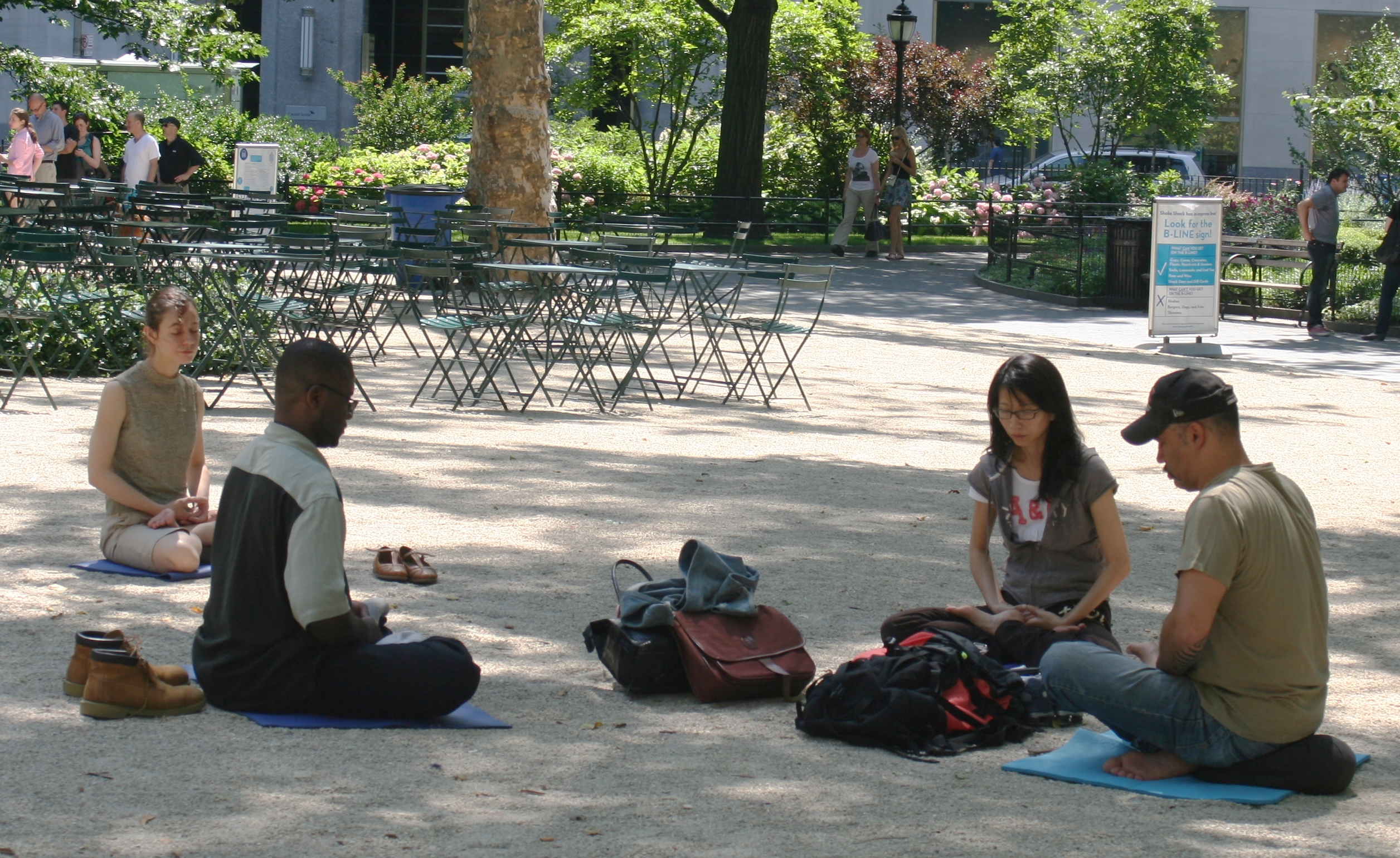
Gemeinsame Meditation im Madison Square Park (New York City, 2010)

Meditation bezeichnet eine Gruppe von Geistesübungen, die in verschiedenen Traditionen seit Jahrtausenden überliefert sind. Ein wesentliches Element meditativer Techniken ist das bewusste Steuern der Aufmerksamkeit. Das Üben von Meditation soll nachhaltige positive Veränderungen im Denken, Fühlen und Wahrnehmen bewirken oder zu bestimmten religiös definierten Einsichten und Zuständen führen. Effekte von Meditationstraining auf Kognition, Emotionen, Hirnfunktion, Immunsystem, Epigenetik sowie auf die psychische Gesundheit sind wissenschaftlich belegt. Meditation ist ein zentrales Element in verschiedenen Religionen, insbesondere dem Buddhismus, wie auch im Hinduismus, Konfuzianismus und Christentum. Seit dem 20. Jahrhundert wird Meditation zunehmend auch in der westlichen Welt praktiziert und wissenschaftlich erforscht.

## Etymologie
Das Wort Meditation stammt von lateinisch meditatio, zu meditari „nachdenken, nachsinnen, überlegen“, von altgriechisch μέδομαι medomai „denken, sinnen“. Es liegt ein etymologischer Bezug zum Stamm des lateinischen Adjektivs medius, -a, -um „mittlere[r, -s]“ vor.
Der Begriff Meditation wurde als Übersetzung für östliche spirituelle Praktiken eingeführt, die im Hinduismus und Buddhismus als dhyāna bezeichnet werden. Dies leitet sich von der Sanskritwurzel dhyai ab, die sowohl einen meditativen Zustand als auch die Praxis, die zu einem solchen führt, bezeichnet.

## Definition und Merkmale
Der Begriff Meditation wird für eine Vielfalt von Praktiken in verschiedenen Kontexten verwendet. Obwohl Definitionen vorgeschlagen wurden, existiert keine allgemein akzeptierte präzise Begriffsbestimmung.
Aufgrund dieser Unklarheit beschränkt sich die wissenschaftliche Literatur darauf, wesentliche Merkmale von Meditation zu identifizieren. Demnach zeichnet sich Meditation dadurch aus, dass Aufmerksamkeit und Bewusstsein trainiert werden, dass eine definierte Technik angewendet wird, dass diskursives Denken in den Hintergrund tritt und dass der meditative Zustand durch den Meditierenden selbst und willkürlich herbeigeführt wird. Weitere typische Charakteristika von Meditation sind, dass sie regelmäßig und wiederholt geübt wird, um einen Zustand zu erlangen, der häufig als sehr erholsam, still und von erhöhter Wachsamkeit, sowie oft als glückselig bezeichnet wird.
Im modernen Sprachgebrauch wird Meditation oft ungenau verwendet und beinahe jede Tätigkeit, der irgendein positiver Effekt auf den Geist attestiert werden soll, wird Meditation genannt.

## Meditation in religiösen Traditionen
Meditation ist in indischen Kulturen seit über 2.600 Jahren überliefert. Die frühesten Überlieferungen finden sich in den Upanishaden, welche bereits vor dem Buddhismus existierten.

### Meditation im Buddhismus

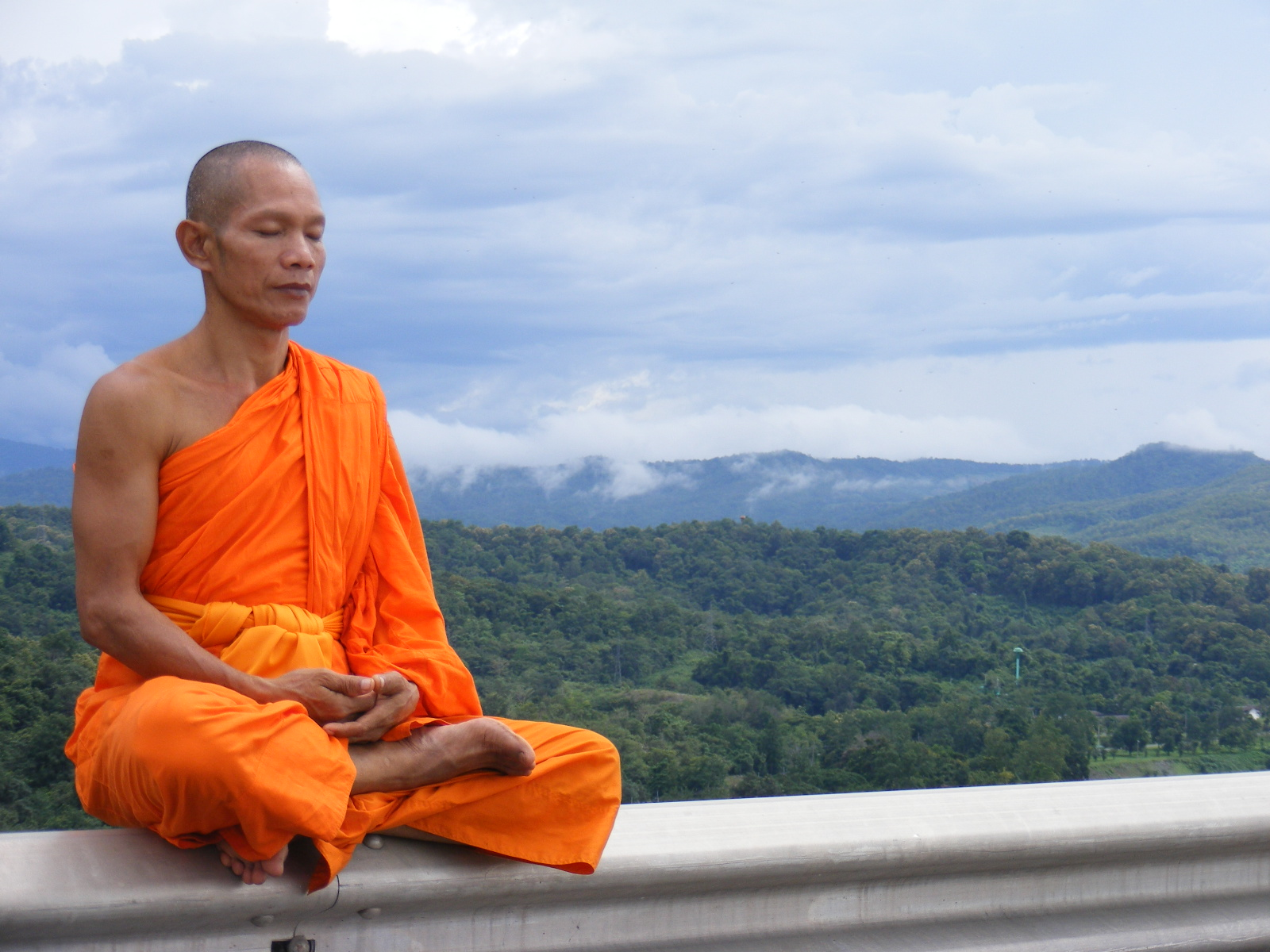
Buddhistischer Mönch beim Meditieren

Die meditative Schulung des Geistes ist neben dem Üben von ethischem Verhalten das zentrale Element der buddhistischen Lehre. Buddhistische Meditationsübungen haben das Ziel, durch Achtsamkeit und Konzentration einen ruhigen und zufriedenen Geist zu entwickeln und ihn zu neuen Einsichten zu führen. Beim regelmäßigen Meditieren werden wohltuende Geisteszustände wie Gelassenheit, Zufriedenheit, Freude und Mitgefühl gestärkt und schädigende Geisteszustände wie Gier und Hass gezielt abgeschwächt.
Weit verbreitete grundlegende Praktiken sind das aufmerksame Verfolgen der Empfindungen des Atems (Vgl. Ānāpānasati) oder der körperlichen Empfindungen (Vgl. body scan). Darauf aufbauende buddhistische Meditationsformen sind beispielsweise: Vipassana-Meditation (Einsichts- oder Achtsamkeitsmeditation), Samatha-Meditation (Schulung von Geistesruhe) und Metta-Meditation (Kultivierung von liebender Güte).
In buddhistischen Texten wird Meditation mit den Pali-Worten Samadhi, Bhāvanā und Jhāna bezeichnet. Diese Begriffe können mit Konzentration, Geistesentfaltung und Versenkungszustand übersetzt werden.
Nach buddhistischer Anschauung ist ein meditativ untrainierter Geist getrübt und verwirrt und daher nicht in der Lage, die Welt, sich selbst und insbesondere die Ursachen von Leid und Glück klar zu erkennen und zu verstehen. Ein untrainierter Geist neigt daher zu leidhaften Erfahrungen. Durch geeignetes Training kommt der Geist zu tiefer Einsicht in die Realität der Welt. Das führt nach Buddhistischer Auffassung zu einer Befreiung des Geistes von leidhaften Tendenzen und zum Erlangen bedingungslosen Wohlseins.
Der Aspekt der Sammlung und Konzentration wird als Samadhi bezeichnet, die Funktion der Einsicht und Erkenntnis als Vipassana. Es wird gelehrt, dass die Konzentration des Geistes (Samadhi) mit Freude und geistiger Klarheit einhergeht. Während prä-buddhistische Lehren Samadhi als höchstes Ziel der geistigen Entwicklung definierten, geht der Buddhismus darüber hinaus und lehrt die Geistesklarheit, die im Samadhi auftritt, zu nutzen, um die Realität eingehend zu untersuchen (Vipassana). Besondere Aufmerksamkeit erfahren dabei die Aspekte von Vergänglichkeit, Leidhaftigkeit und Nicht-Selbst. Während die Entwicklung von Samadhi bereits zu einem vorübergehenden Wohlergehen und Nachlassen von Leidursachen führt, wird erst durch das Erkennen der subtilen Qualitäten der Realität (vgl. Erleuchtung) eine vollkommene, anhaltende und bedingungslose Befreiung des Geistes erreicht.
Gemäß der buddhistischen Lehre ist das Üben von ethischem Verhalten die Voraussetzung und das Fundament für die Entwicklung eines ruhigen und stabilen Geistes. Dazu gehören neben dem Verzicht auf Gewalt und auf Rauschmittel das Üben von Ehrlichkeit, angemessener Sprache, sinnlicher Zurückhaltung und Großzügigkeit. Solches Verhalten schaffe die karmischen Bedingungen, unter denen der Geist friedlich werden könne. Ethisches Verhalten (Sila), Konzentration (Samadhi) und Einsicht (Vipassana) verstärken sich gegenseitig und bilden gemeinsam die drei Pfeiler der buddhistischen Praxis. Dabei sind sowohl Samadhi als auch Vipassana Aspekte von Meditation.
Fortschritt in der Meditation vollzieht sich nach buddhistischer Vorstellung entlang von Stufen zunehmender Geistesruhe, Freude und zunehmenden Bewusstseins für alle geistigen Aktivitäten. Im Laufe des meditativen Trainings überwindet der Übende die Fünf Hindernisse für geistige Sammlung (Sinnliches Verlangen, Abneigung, Stumpfheit, Ruhelosigkeit, Zweifel) und entwickelt die Sieben Faktoren der Erleuchtung (Achtsamkeit, Wahrheitsergründung, Willenskraft, Freude, Gelassenheit, Sammlung, Gleichmut), sowie die Vier himmlischen Verweilzustände (Güte, Mitgefühl, Mitfreude und Gleichmut). In einigen buddhistischen Schulen werden darüber hinaus acht besondere meditative Versenkungszustände gelehrt, die man mit Hilfe tiefer Konzentration erreichen kann. Diese werden Jhanas genannt. In fortschreitender Reihenfolge verweilt der Meditierende in den Jhanas bei körperlich empfundener Freude, emotionaler Freude, reiner Zufriedenheit, reiner Stille, Unendlichkeit des Raumes, Unendlichkeit des Bewusstseins, Nichtsheit und schließlich bei Weder-Wahrnehmung-noch-Nichtwahrnehmung. In vielen frühen Texten ist der Begriff Jhana (Dhyana) synonym mit Meditation selbst.
Der Überlieferung nach habe der historische Buddha die tiefsten Einsichten in die Natur der Welt und des Geistes (Vgl. Erwachen / Erleuchtung) während der Meditation erlangt. Dementsprechend zeigen Ikonen Buddha häufig in Meditationshaltung.
Das meditative Training des Geistes wird in buddhistischen Suttas u. a. verglichen mit dem Reinigen von Gold oder dem Zähmen eines wilden Tieres.
Buddhistische Mönche und Nonnen wenden oft mehrere Stunden täglich über viele Jahrzehnte für das Üben von Meditation auf, so dass einige von ihnen über 50.000 Stunden Meditationserfahrung aufweisen.

### Meditation in anderen fernöstlichen Traditionen

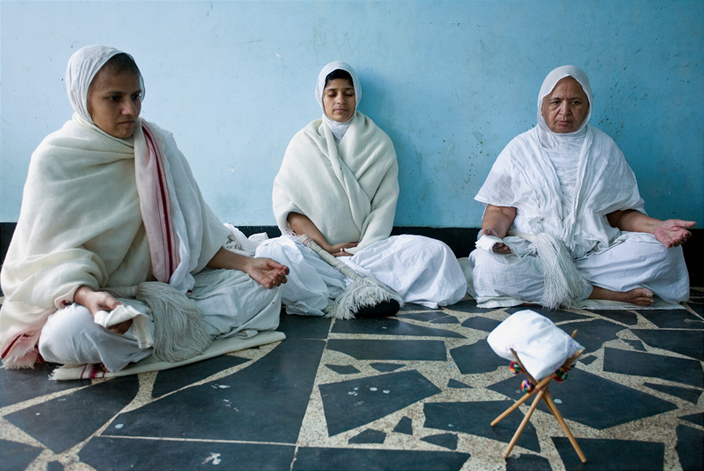
Meditierende indische Jainas

Als organisierte Überlieferung lässt sich die Meditation am weitesten in den hinduistischen und buddhistischen Traditionen Indiens zurückverfolgen. Auch das chinesische Chan und das japanische Zen lassen sich auf meditative Zustände, die hier Jhana (im Sanskrit: Dhyana) genannt werden, zurückführen. Daoistische Meditation ist durch Konzentration, Innenschau und Visualisierungen geprägt; Ziel ist die Erlangung der Einheit mit dem Dao und die damit einhergehende physische oder spirituelle Unsterblichkeit.

### Meditation im Yoga
Eine vielfältige und traditionsreiche Form der Meditation entwickelte sich im indischen Yoga. Insbesondere die Sutras im Raja Yoga prägen bis zur Gegenwart viele Meditationstechniken und bieten einen systematischen Weg zur Entwicklung der Meditation an, Dhyana. Als Beispiel sei B. K. S. Iyengar genannt, der sich bei der Erläuterung der Meditation auf den Raja-Yoga bezieht.
Erwähnenswert ist die im Yoga getroffene Unterscheidung zwischen der gegenständlichen Meditation und der nicht-gegenständlichen, der Saguna-Dhyana (saguna „mit Eigenschaften“) und der Nirguna-Dhyana (nirguna „ohne Eigenschaften“).
In den verschiedenen Yogabewegungen werden heute beide Meditationsformen angewandt, etwa bei Erling Petersen oder im Sivananda Yoga (Vedanta) Zentrum. Nach Sivananda ist beispielsweise die Meditation auf eine göttliche Gestalt eine konkrete Meditation, die Meditation auf das eigene Selbst hingegen eine abstrakte. Für die Praxis der nicht-gegenständlichen Meditation auf das Mantra Om fügt Vishnu Devananda Vorstellungen hinzu, die der Meditation auf Om anfangs eine Richtung geben sollen.
Selvarajan Yesudian hingegen gibt zur Meditation Leitgedanken vor. Er geht also von einem konkreten Objekt des Gedankens aus.

### Mystisches Judentum und Chassidismus
Hitbodedut (hebräisch, ‚Abgeschiedenheit‘, ‚Einsamkeit‘, ‚Alleinsein‘) beschreibt die Praxis der jüdischen Meditation in einer Selbstabgeschiedenheit und Zurückgezogenheit. Die Hitbodedut ist eine Form der persönlichen, ungestörten Kommunikation mit JHWH, die vor allem im jüdischen Mystizismus und im Chassidismus eine zentrale Rolle spielt.

### Christliche Traditionen
Im mittelalterlichen Christentum wurden die „geistlichen Übungen“ lectio (aufmerksame Lesung), meditatio (gegenstandfreie Anschauung), oratio (Gebet) und contemplatio (gegenständliche Betrachtung, Kontemplation) zur Sammlung des Geistes überliefert (siehe dazu ausführlich: Lectio divina). Besonders in den mystischen Traditionen sollte damit der Verstand und das Denken zur Ruhe kommen, um den „einen Urgrund“ freizulegen. Es wurden auch Anweisungen wie Die Wolke des Nichtwissens oder die Schriften der Teresa von Ávila veröffentlicht. Elemente meditativer Praxis finden sich bis heute in den Exerzitien von Ignatius von Loyola, einigen benediktinischen und franziskanischen Traditionen sowie in der Ostkirche im Hesychasmus.

### Anthroposophische Tradition
Meditation ist auch ein wesentliches Element der von Rudolf Steiner begründeten Anthroposophie. Steiner beschreibt in seinem Werk verschiedene Techniken der Meditation als Selbstvertiefung und -verstärkung des Denkens, die sich der Konzentrationsmeditation zuordnen lassen. „Mit den meisten anderen Meditationsarten hat die anthroposophische Meditation das Ziel gemeinsam, die Trennung des sich als Subjekt erlebenden Menschen von einer als Objekt erfahrenen Welt zu überwinden. Im Unterschied aber zu den meisten Meditationsarten mit buddhistischem oder hinduistischem Hintergrund ging es Steiner […] darum, […] diesen Seinsgrund ganz konkret in den Erscheinungen und Qualitäten der Welt aufzusuchen. Ziel dieses Ansatzes ist es, dem Menschen ein spirituelles Verhältnis zur Welt und zu sich selbst zu ermöglichen […].“

## Säkulare Meditation
Obwohl viele Techniken ihren Ursprung in Religionen finden, kann Meditation auch ohne jede religiöse Zugehörigkeit oder religiösen Kontext geübt werden. Etwa seit den 1970er Jahren werden von traditionellen Lehren inspirierte und an westliche Bedürfnisse angepasste Meditationsformen zunehmend in der westlichen Welt in säkularer Weise praktiziert. Ein wichtiger Beitrag zur Popularisierung von Meditation außerhalb von Religion wurde von Jon Kabat-Zinn geleistet, indem er seit etwa 1970 ein Meditationsprogramm für medizinische Zwecke (MBSR) entwickelte und verbreitete.

## Techniken

### Allgemeine Merkmale meditativer Techniken
Ein charakteristisches Merkmal meditativer Techniken ist das bewusste Lenken der Aufmerksamkeit auf ein bestimmtes Objekt des Denkens, der Wahrnehmung oder der Vorstellung (Meditationsobjekt). Dies kann beispielsweise die körperliche Empfindung des Atmens oder Gehens sein, die Visualisierung eines Symbols, der Klang eines Mantras oder der Wunsch, dass andere glücklich sein mögen. Typischerweise zielen die Techniken darauf ab, das gewählte Objekt möglichst kontinuierlich, lange und anstrengungslos in der Aufmerksamkeit zu halten.
Ein weiteres typisches Element meditativer Techniken ist die Bewusstheit dafür, welche Inhalte das Bewusstsein im gegenwärtigen Moment enthält (sogenanntes Meta-Bewusstsein). Beispielsweise könnte ein Meditierender bemerken, dass er gerade etwas Bestimmtes wahrnimmt oder fühlt.
Die vielfältigen Meditationstechniken unterscheiden sich zudem nach ihrer religiösen Herkunft, nach unterschiedlichen Richtungen oder Schulen innerhalb der Religionen und oft auch noch nach einzelnen Lehrern innerhalb solcher Schulen. In vielen Schulen werden abhängig vom Fortschritt der Meditierenden unterschiedliche Techniken gelehrt.
Anhand von umfänglicher Literatur und Interviews mit fortgeschrittenen Meditierenden konnten mindestens 52 distinkte Meditationstechniken identifiziert werden. Kurzbeschreibungen der 10 von erfahrenen Meditierenden am häufigsten genannten Techniken waren:
1. „Den gesamten Körper mit der Aufmerksamkeit durchwandern“
2. „Auf das Heben und Senken der Bauchdecke beim Atmen achten“
3. „Beobachten, welche Gedanken im Geist entstehen, ohne daran zu haften“
4. „Auf den Atemfluss im ganzen Körper achten“
5. „Körper durchgehen, Emotionen und Verspannungen wahrnehmen und lösen, z. B. mit Hilfe des Atems“
6. „Mitgefühl, Mitfreude, Gleichmut, liebende  Güte kultivieren (für sich selbst, Freunde, neutrale Personen, Feinde, die ganze Welt)“
7. „Beobachten, welche Körperempfindungen entstehen, ohne daran zu haften“
8. „Sutras/Mantras singen“
9. „Im Liegen in einen Zustand tiefer Entspannung bei vollem Bewusstsein hineingehen“
10. „Auf Empfindungen achten, die beim Ein- und Ausatmen in der Nase entstehen“

Im allgemeinen Sprachgebrauch wird unter Meditation oft nur die eine Form der Meditation in körperlicher Ruhe verstanden, so wie sie in Abbildungen des meditierenden Buddha symbolisiert wird. Nachfolgend werden jedoch auch einige Techniken genannt, die während einer körperlichen Aktivität, z. B. während des Gehens, durchgeführt werden.

#### Gehmeditation
In der Theravāda- und Zen-Tradition (Kinhin) nimmt die Gehmeditation eine grundlegende technische Stellung ein. Die Übung beinhaltet das achtsame Gehen auf einem geraden Weg oder im Kreis. Dabei wird die Aufmerksamkeit auf jeden Schritt, die Bewegung der Füße, den Atem und die Körperempfindungen gerichtet. In der Regel wird sie im Wechsel mit der Sitzmeditation bei Klausuren und in der täglichen Praxis eingesetzt. So kann die Achtsamkeit in die körperliche Bewegung integriert werden.

### Focused Attention und Open Monitoring
In der wissenschaftlichen Erforschung von Meditation wurden die einzelnen Techniken anfangs kaum unterschieden und verschiedenste Praktiken undifferenziert untersucht. Im Verlauf der Forschung wurde jedoch klar, dass unterschiedliche Techniken ganz unterschiedliche psychische Effekte entwickeln und mit ebenso unterschiedlichen Mustern von Hirnaktivitäten verbunden sind.
Eine grundlegende Gruppierung von Techniken, die sich seitdem in der Wissenschaft etabliert hat, ist die Unterscheidung von Focused Attention Meditation (FAM) und Open Monitoring Meditation (OMM). Dabei bezeichnet FAM Techniken, bei denen der Meditierende seine Aufmerksamkeit auf ein sehr begrenztes Objekt lenkt und es übt, sie dort zu halten. Ein prototypisches Beispiel für eine FAM Technik ist das Beobachten des Atems.
Um die Aufmerksamkeit bei dem gewählten Objekt zu halten, muss der Meditierende ständig seine Aufmerksamkeit selbst sowie ablenkende Inhalte in seinem Geist beobachten und überwachen (Engl. monitoring, Vgl. Metakognition). Bei open monitoring Techniken ist dieses kontinuierliche Beobachten der geistigen Aktivität selbst, jedoch ohne in diese einzugreifen, Gegenstand der Meditation. Der Meditierende beobachtet also, welche Gedanken, Gefühle, Impulse, Motivationen, Wahrnehmungen etc. von Moment zu Moment in seinem Geist auftreten, wie diese sich verändern und wieder verschwinden. OMM wird teilweise als gegenüber FAM fortgeschrittene Technik verstanden.

### Anapanasati – Beobachten des Atems
Eine der ältesten und am weitesten verbreiteten Techniken ist das kontinuierliche Beobachten des Atems. Diese Technik wird bereits vor mehr als 2500 Jahren in buddhistischen Sutras beschrieben und dort Anapanasati (deutsch etwa: „Achtsamkeit mit dem Atem“) genannt.
Der Meditierende übt dabei, seine Aufmerksamkeit auf ein triviales Objekt, die körperliche Empfindung des Atmens, zu lenken und dort zu halten. Dabei begegnet er unvermeidbar der Tendenz des Geistes, immer wieder zu anderen interessanteren Inhalten, Gedanken, Erinnerungen, Gefühlen, Fantasien usw. abzuschweifen. Die Übung besteht darin, dies möglichst frühzeitig zu bemerken und sodann die Aufmerksamkeit auf die Empfindungen des Atmens zurückzulenken.
Auf diese Art entwickelt der Übende eine neutrale, nicht-bewertende Beobachtungshaltung auf die mentalen Vorgänge, denen er begegnet, sowie ein Meta-Bewusstsein dafür, wo sich seine Aufmerksamkeit gerade befindet. Allmählich können ablenkende Gedanken und Gefühle in den Hintergrund treten, sozusagen „leiser werden“, bis der Geist schließlich ganz still ist und für lange Zeit beim Atem verweilen kann.
Diese Technik erfordert – wie viele andere meditative Techniken – nicht allein willentliche Konzentration, sondern vor allem einen geschickten Umgang mit und die Entwicklung eines verständnisvollen Verhältnisses zu den natürlichen der meditativen Sammlung widerstrebenden Tendenzen des Geistes (Vgl. Fünf Hindernisse).

### Samatha und Vipassana
Samatha und Vipassana sind zwei Begriffe aus dem Kontext der buddhistischen Meditation, die von verschiedenen Schulen unterschiedlich verstanden und erklärt werden. Zudem nennt auch die moderne, säkulare und im Westen weit verbreitete Meditationsschule von Goenka ihre Technik „Vipassana“.
Vereinfachend können Samatha und Vipassana als zwei Aspekte von Meditation verstanden werden. Dabei bezeichnet Samatha die Entwicklung von Stille (des Geistes) und Vipassana die Entwicklung von Einsicht (in die Natur der Dinge und insbesondere die Natur des Geistes). Während einige Autoren diese als distinkte Techniken oder Stufen der Meditation beschreiben, wird von anderen betont, dass beide untrennbare Aspekte ein und derselben Übung seien.

### Metta – Loving-Kindness
Loving-Kindness-Meditation geht ebenfalls auf buddhistische Quellen zurück und wird in diesen zumeist Metta genannt. Buddha selbst empfahl diese Praxis als eine der wertvollsten Meditationen.
Dabei übt der Meditierende, positive Intentionen für sich selbst und andere Wesen (sowohl Menschen als auch nicht menschliche Lebewesen) zu generieren. Oft werden Sätze wie „mögest du glücklich sein“ oder „mögest du frei von Leid sein“ still rezitiert. Es können auch Strahlen von Wohlwollen, Liebe oder Energie zwischen dem Meditierenden und den anderen Wesen visualisiert werden. Häufig wird zunächst damit begonnen, Wohlwollen für jemanden zu generieren, der einem sympathisch ist (ein Freund), dann für einen Neutralen (einen Bekannten oder Fremden), und dann für jemanden, für den man unangenehme Gefühle hegt, der den Meditierenden enttäuscht hat oder ihm bedrohlich erscheint (ein Gegner oder ein Feind). Auf diese Weise wird die liebevolle Intention allmählich unabhängig von Bedingungen und wird auf immer mehr Wesen ausgeweitet.
Ziel dieser Technik ist eine tiefe Transformation sozialer Emotionen. Negative Emotionen, wie Angst vor Bewertung, Zurückweisung, Enttäuschung, Wut, Minderwertigkeitsgefühle und weitere werden durch Emotionen von Nähe und Verbundenheit ersetzt.
Die Übung von Loving-Kindness Meditation führt nachweislich zu verstärkten positiven Emotionen.
Es werden vier Subtypen von Metta unterschieden: Wohlwollen, Mitgefühl, Mitfreude und Gleichmut (Vgl. Brahmavihara).

### Body Scan
Bei dieser Technik lenkt der Meditierende seine Aufmerksamkeit auf einen Teil seines Körpers und versucht, alle körperlichen Empfindungen in maximaler Deutlichkeit wahrzunehmen. Dabei durchwandert er nach und nach seinen Körper von einem Körperteil zu einem nächsten benachbarten (scan). Die Körperareale können dabei unterschiedlich groß oder klein sein (beispielsweise das ganze Gesicht, oder nur die Spitze der Nase) und unterschiedlich lange betrachtet werden, bevor zu einem weiteren Areal gewechselt wird.

### Mindfulness-Based Stress Reduction, MBSR
Elemente der buddhistischen Achtsamkeitspraxis fanden Einzug in den westlichen Ansatz der Achtsamkeit (mindfulness). Daraus entstanden auch die Achtsamkeitsbasierte Stressreduktion (Mindfulness-Based Stress Reduction, MBSR) und Achtsamkeitsbasierte Kognitive Therapie (Mindfulness Based Cognitive Therapy, MBCT), welche wirksame und religionsfreie klinische Programme sind.

### Zazen und Zen-Buddhismus

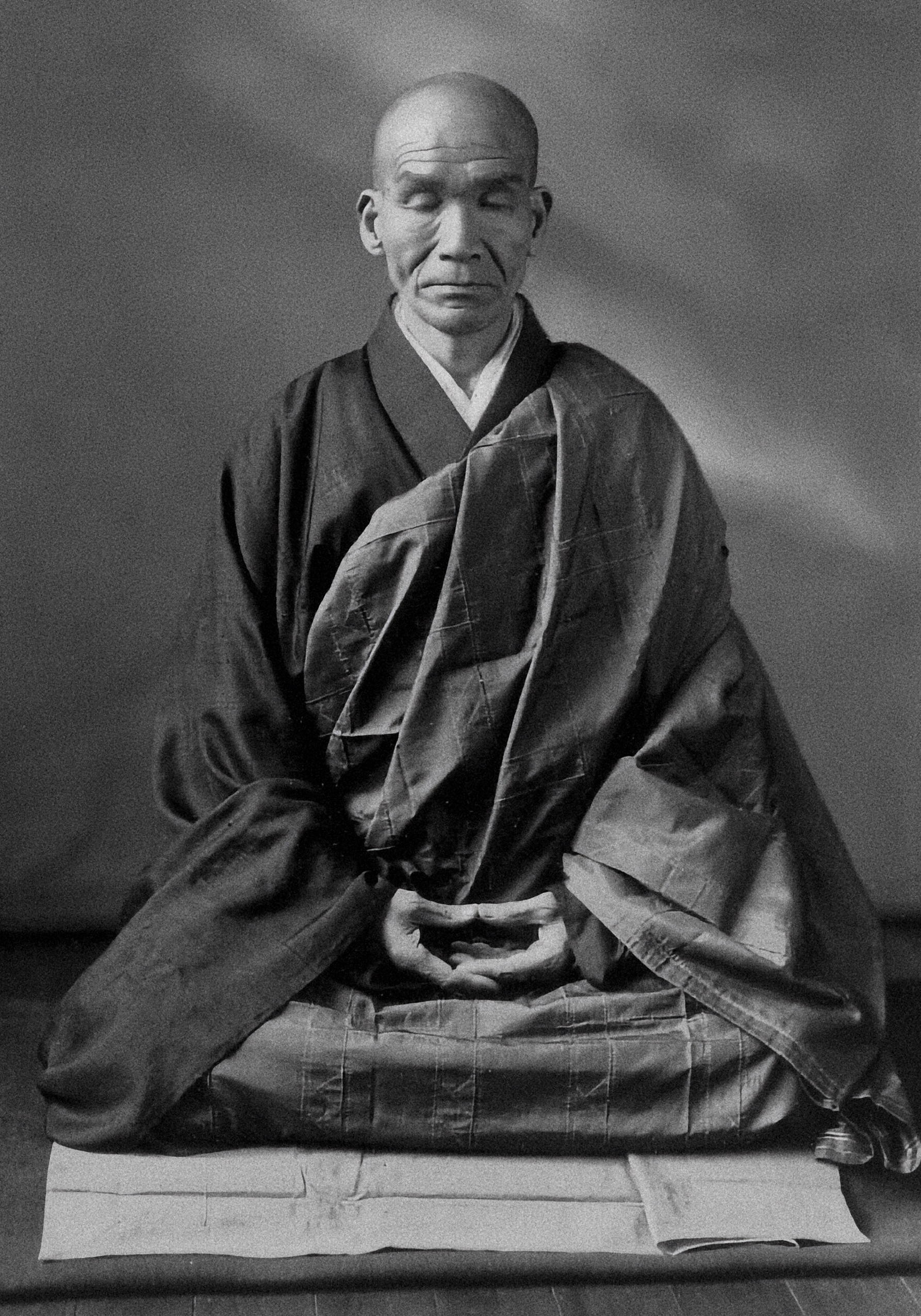
Sawaki Kōdō in Zazen (1920)

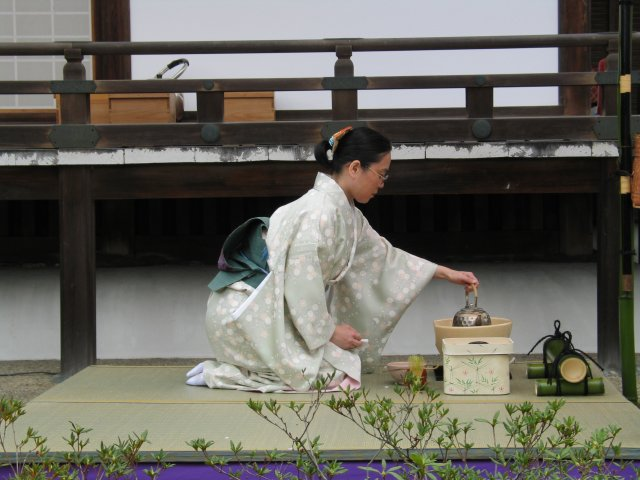
Teezeremonie

Die zentrale Praxis des Zen-Buddhismus ist die Meditation (坐禪, chinesisch: zuòchán, japanisch: Zazen / ざぜん). Das zentrale Anliegen dabei ist das Erleben des gegenwärtigen Augenblicks und des gegenwärtigen Bewusstseins („Erwachen“). Zazen kann im Lotossitz (Kekka-Fuza), im halben Lotossitz (Hanka-Fuza), im sogenannten Burmesischen Sitz oder im Fersensitz (Seiza) durchgeführt werden. Hilfsmittel sind im Zen das Sitzkissen (Zafu) mit der darunter liegenden Matte (Zabuton). Zazen hat aber kein definiertes Ziel und keine Bedeutung, die über das Sitzen selbst hinausgeht. Deshalb gibt es außer dem Hinweis auf Achtsamkeit traditionell kaum allgemeine Anweisungen. Zentral in der Lehrentwicklung des Zen-Buddhismus war die Vorstellung der Buddha-Natur: die Idee, dass der erwachte Geist eines Buddhas bereits in jedem fühlenden Wesen vorhanden ist.
Neben dem Kinhin (Gehmeditation), welches zwischen passiven Zazen-Zeiten praktiziert wird, wird im Zen auch in ganz unterschiedlichen Tätigkeiten eine achtsame meditative Haltung geübt, wie z. B. Sadō (oder Chadō) – der Weg der Teezeremonie (Teeweg), Shodō – der Weg der Schreibkunst, Kadō – der Weg des Blumenarrangements (auch: Ikebana), Suizen – das kunstvolle Spiel der Shakuhachi-Bambusflöte, Zengarten – die Kunst der Gartengestaltung, Kyūdō – die Kunst des Bogenschießens – oder Budō – der Kriegsweg.
Während eines Sesshin, dem gemeinsamen Meditieren in einem Zen-Kloster oder Trainings-Zentrum über längere Perioden, werden auch die alltäglichen Verrichtungen Samu (Abwasch, Reinigung, Garten etc.) in großer Geistesgegenwart, bestimmter Form und Achtsamkeit verrichtet.

### Christliche Meditation – vita contemplativa
In den christlichen Traditionen gibt es unterschiedliche Anleitungen und Schritte zur Meditation und Kontemplation. Der „Weg zu Gott“ beginnt meist mit dem Studium der Schriften (lectio divina) und dem Gebet in Worten, gesprochen oder gedacht (oratio). Es folgt die gegenständliche Betrachtung, wo man bei Wenigem verweilt und dies wiederholt betrachtet (meditatio), und führt über zum Gebet der Ruhe, wo auch die Gedanken ruhen (contemplatio), bei der der Adept in die Wolke des Nichtwissens steigt. Das Ziel ist schließlich den meditativen Bewusstseinszustand und das normale Tagesbewusstsein gleichzeitig zu erfahren; es gibt keine Trennung mehr zwischen der vita activa und der vita contemplativa.

### Transzendentale Meditation
Transzendentale Meditation ist eine von dem indischen Lehrer Maharishi Mahesh Yogi (1918–2008) und seinen Organisationen vermittelte Meditationstechnik. Aus ihrer Sicht ist die Transzendentale Meditation die authentische Meditationstechnik der vedischen Tradition, wiederbelebt von Maharishis Lehrer Brahmananda Saraswati (einstiger Shankaracharya von Jyotirmath) und vereinbar mit allen religiösen und weltanschaulichen Überzeugungen. Weltweit verbreitet wird sie seit Ende der 1950er Jahre. Hilfsmittel der Technik ist ein Wort, ein Mantra, das auf einfache, natürliche und anstrengungslose Weise zu benutzen sei, ohne Zuhilfenahme von Konzentration oder Kontemplation. Bei richtiger Anwendung erfahre der Meditierende tiefe Stille bei gleichzeitig erhöhter Wachheit. Mit fortschreitender Praxis stabilisiere sich neben Wachen, Traum und Tiefschlaf der „vierte Hauptbewusstseinszustand“: Ruhevolle Wachheit werde nunmehr 24 Stunden am Tag gemeinsam mit den drei Hauptbewusstseinszuständen erlebt. Von hier aus entwickelten sich höhere Bewusstseinszustände, die schließlich einmündeten in die auch sinnlich erfahrene Einheit von Selbst und Welt („Einheitsbewusstsein“). Transzendentale Meditation wird zweimal täglich jeweils 15 bis 20 Minuten bequem und aufrecht sitzend mit geschlossenen Augen geübt. Ein halbes Dutzend Fortgeschrittenentechniken sowie das „Transzendentale-Meditation-Sidhi-Programm“, das sich auf die alten Yogasutras Patanjalis beruft, ergänzen die Basistechnik.

### Yoga

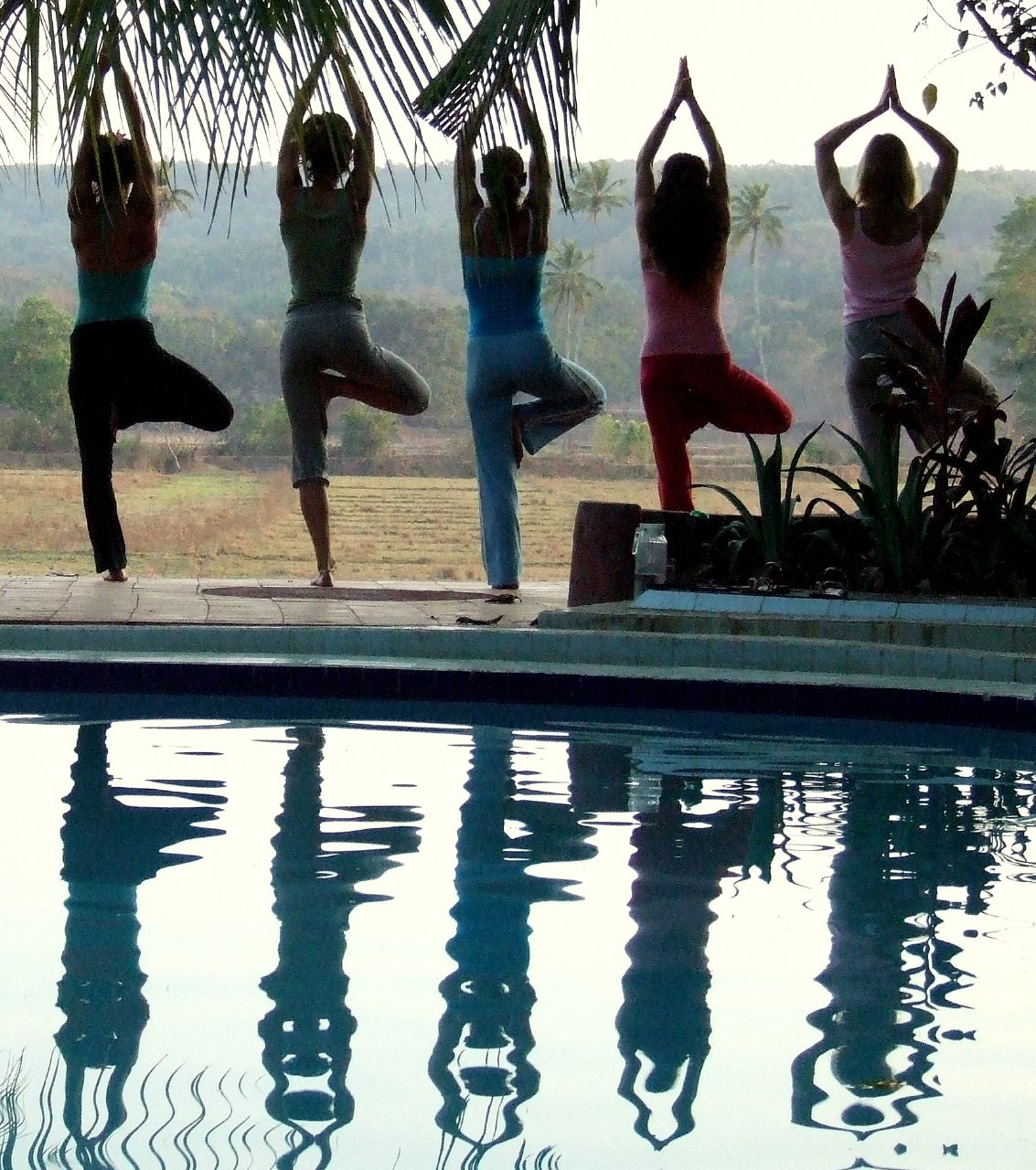
Yogaübung Vrikshasana

In der Tradition des Yoga unterstützen verschiedene Körperhaltungen und -übungen, Atemtechniken sowie Fasten und andere Arten der Askese die Meditation. Im Raja Yoga gelten Pratyahara (Zurückziehen der Sinne) und Dharana (Konzentration) als Vorstufen der Meditation (Dhyana). Hier bezeichnet Dhyana die notwendige Entwicklungsvorstufe zum Ishvara-Samadhi. Lange ruhig bewegungslos gehaltene Asanas sind bereits meditativ. Im Jnana Yoga wird Meditation als natürliches Sein angesehen und daher nicht explizit praktiziert.

### Kampfkunst

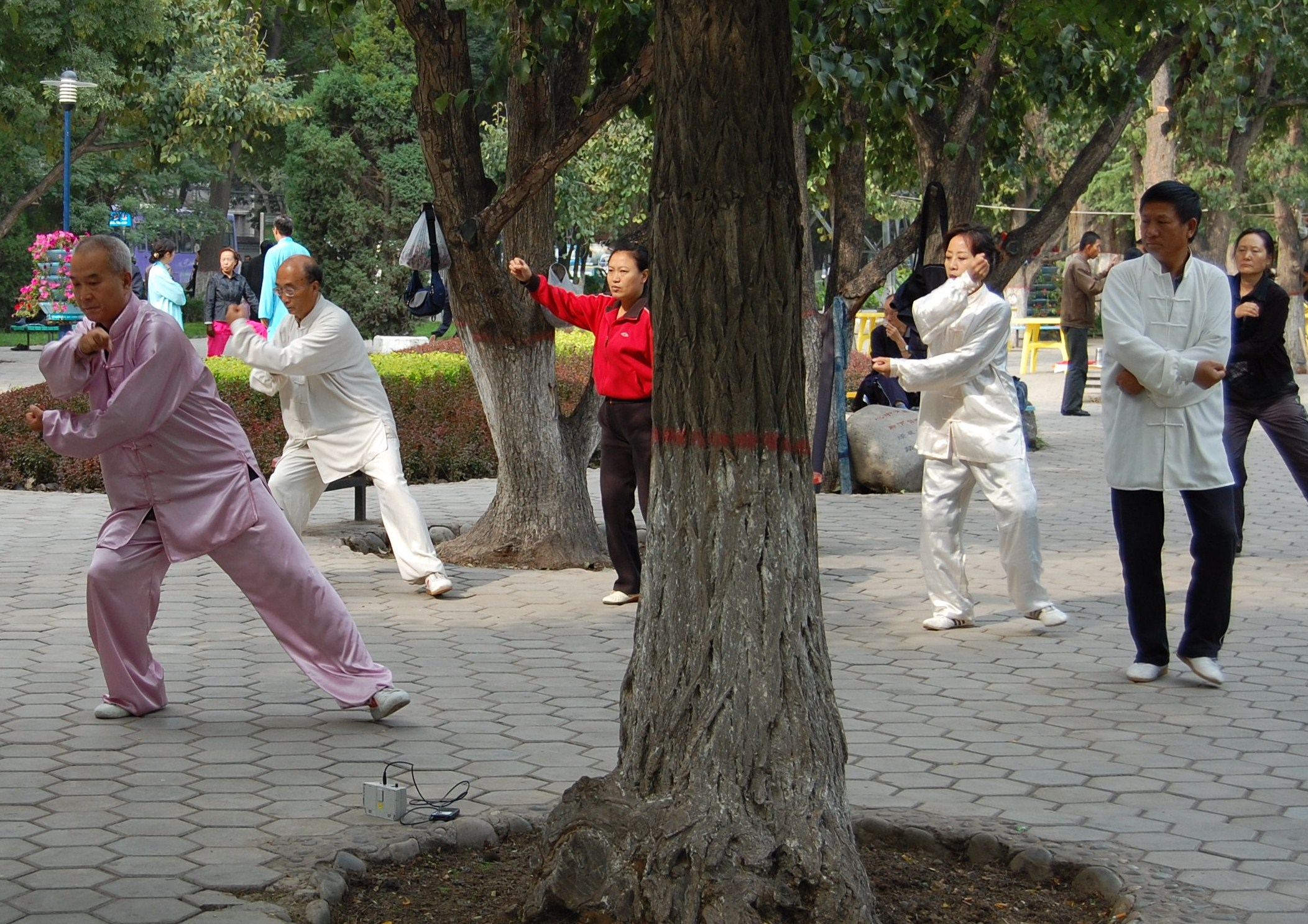
Innere Kampfkünste: Taijiquan

Auch Kampfkünste können Gegenstand und Vehikel der Meditation sein: Besonders in den daoistischen Traditionen der inneren Kampfkünste (z. B. Taijiquan, Xingyiquan etc.) spielt der meditative Aspekt eine große Rolle. In manchen Stilen tritt dabei der kämpferische Ursprung fast völlig zurück. Auch in vielen der äußeren Kampfkünsten (z. B. Karate, Judo, Aikidō und auch Kinomichi) werden meditative Praktiken geübt bzw. deren Aspekt hervorgekehrt. So betont Kenei Mabuni, Sohn des Stilrichtungsgründers der Karate-Stilrichtung Shitō-Ryū, diesen Aspekt durch seine Aussage: Karate ist Zen in Bewegung.

### Neuere fernöstlich inspirierte Meditationsmethoden
Zu den bekanntesten neueren aktiven Meditationsmethoden gehören die von Bhagwan Shree Rajneesh (Osho) in seinem Aschram in Pune (1970) für Menschen aus dem Westen entwickelten Meditationsmethoden. Vor der eigentlichen Meditationsphase sollen durch aktive Bewegung und verstärkte Atmung seelische und körperliche Spannungen abgebaut und das Gefühl für den eigenen Körper intensiviert werden. Bekannt sind die Dynamische Meditation, die Kundalini-Meditation, die Nadabrahma-Meditation und die Nataraj-Meditation.
In der Folge wurden im Rahmen der New-Age-Bewegung zahlreiche aktive Meditationsmethoden entwickelt, die oft als Musik-CD mit Bewegungsanleitungen oder Begleitbuch angeboten werden.

### Geh-Meditation
Häufig dient auch eine körperliche Tätigkeit als ein Fokus einer Meditation. Die einfachste Tätigkeit, die so benutzt wird, ist wohl das Gehen, das sowohl in der christlichen Kultur (bei verschiedenen Mönchsorden etc.) als auch in der fernöstlichen, z. B. im Zen (dort bekannt als Kinhin), Anwendung findet. Bekanntester Vertreter dieser Meditationsform im Westen ist der aus Vietnam stammende, von 1971 bis 2018 in Frankreich lebende buddhistische Mönch Thích Nhất Hạnh.

### Tanz
Tanzen kann wie bei einigen neueren fernöstlich inspirierten Meditationsformen Teil der Vorbereitung zur eigentlichen Meditation in Stille sein. In der orientalischen Tradition ist der Derwisch-Tanz im Sufismus, in der islamischen Mystik eine solche Vorbereitung zur meditativen Versenkung. Der Derwisch-Tanz führt zu einem Bewusstseinszustand mit Freiheit von Gedanken und körperlicher Zentriertheit, der günstige Voraussetzung für Meditation und hier für das Dhikr, das ununterbrochene Bewusstsein der Gegenwart Gottes, ist.
Klassische (griechische) Kreis-Tänze, langsam Schritt für Schritt ausgeführt, werden zwischendurch bei manchen Meditationsseminaren eingesetzt. Sie sollen den Meditierenden eine stärkere bewusste Verbindung mit dem eigenen Körper ermöglichen, die bei langen Meditationssitzungen mitunter abhandenkommen kann. Eine spezielle Form meditativer Tänze ist der sakrale Tanz.

### Musik und Rezitation
Viele Schulen verwenden rhythmische Klänge und Musik, um die Meditation zu erleichtern. In der christlichen Tradition sind das insbesondere Choräle wie sie vor allem aus der Gregorianik bekannt sind. Das Rosenkranzgebet im Christentum hat meditative Aspekte, ebenso die Litaneien (u. a. die Allerheiligen-Litanei). Das aus der Ostkirche stammende Jesusgebet kann man als Achtsamkeitsübung bzw. -meditation verstehen. Dasselbe gilt für das Ruhegebet. Im Hinduismus und Buddhismus werden Mantras rezitiert – entweder lautlos, leise oder als Gesänge (Chanting). Die repetitiven Gebetsformen im Christentum, die im Kern Meditationswege darstellen, wie das Centering Prayer oder das Jesusgebet, arbeiten ebenso mit Mantras, weswegen man diesbezüglich von mantrischem Gebet sprechen kann.
Siehe auch: ACEM-Meditation, Benson-Meditation, Vocal meditation und Qigong

### Körperhaltung

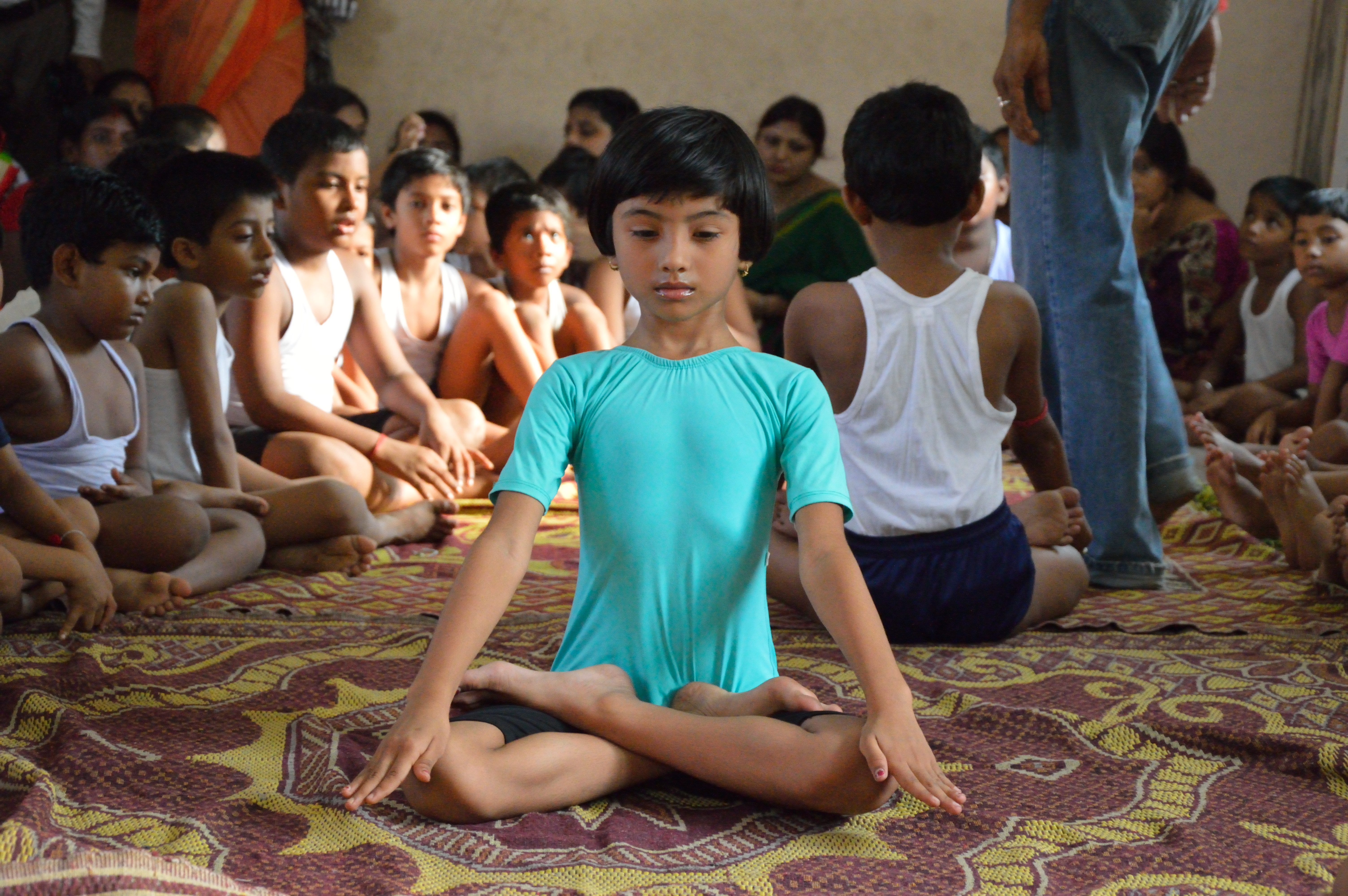
Kind im Lotossitz (padmāsana).

Die verschiedenen Techniken bevorzugen teilweise eine bestimmte Körperhaltung. Aufrechtes und entspanntes Sitzen, Positionen wie der Lotussitz, Seiza, und kniende Haltung sind im Buddhismus, Jainismus und Hinduismus verbreitet, obwohl auch andere Haltungen wie Liegen, Stehen und Gehen verwendet werden. Meditation in Asanas kommt in den yogischen Traditionen vor. Meditation wird im Zen-Buddhismus oft auch im Gehen (Kinhin), oder beim Ausführen einer einfachen Aufgabe, bekannt als Samu, geübt. Mehrere Meditationslehrer betonen, dass eine bestimmte oder strenge Körperhaltung nicht notwendig für das Erreichen tiefer Meditation ist.

## Meditationsforschung
Meditation ist seit den 1970ern zunehmend Gegenstand wissenschaftlicher Forschung. Unter anderem untersuchen Psychologen, Neurobiologen und Mediziner die Wirkung von Meditation auf Psyche, Gehirn und psychische Gesundheit. Dabei werden u. a. Bildgebungsverfahren (fMRT, CT), Hirnstrommessungen (EEG), Gewebeproben, psychologische Leistungstests, Fragebögen und Interviews eingesetzt.
Die wissenschaftliche Aufmerksamkeit für Meditation ist seit den 1990er Jahren stark gewachsen. Frühere Studien wiesen häufiger methodische Schwächen auf, während spätere Studien oft methodisch solider sind. Beispielsweise gelten heute aktive Kontrollgruppen als Standard und die untersuchten meditativen Techniken werden genauer unterschieden. In Studien früherer Generation war dies häufig nicht der Fall. Auch die Untersuchungsinstrumente haben sich stark weiterentwickelt. So können heute beispielsweise Aktivierungen von einzelnen Hirnarealen während einer Meditation in Echtzeit gemessen werden.
Aus der neurobiologischen Betrachtung von Meditation ist das neue Forschungsfeld der kontemplativen Neurowissenschaften hervorgegangen.

### Prominente Wissenschaftler und Institutionen
In Deutschland beschäftigen sich u. a. die Psychologen Ulrich Ott und Tania Singer mit der neurobiologischen Meditationsforschung. Seit 2001 richtet die Society for Meditation and Meditation Research e. V. (SMMR) jährlich interdisziplinäre Tagungen und Symposien aus. Das Mind and Life Institute ist eine internationale Forschungseinrichtung mit Sitz in den USA, die sich der Aufgabe widmet, die Wechselwirkung zwischen Meditation und Gehirn zu untersuchen.

## Effekte von Meditation
Es wurden Wirkungen von Meditation auf körperliche, zellbiologische, epigenetische, hirnfunktionelle, hirnmorphologische, psychische und gesundheitliche Variablen untersucht und belegt.
Bei solchen Effekten ist zu unterscheiden zwischen akuten Zustandsveränderungen (eng. state-effects), die in engem zeitlichen Zusammenhang zur Meditation auftreten und wieder verblassen, und dauerhaften Eigenschaftsveränderungen (eng. trait-effects), die sich über lange Zeit entwickeln und auch in zeitlichem Abstand zur Meditation stabil bleiben.

### Körperliche Effekte
Meditation kann zu veränderter vegetativer Spannung führen: z. B. zu einer Senkung des Blutdrucks, verlangsamtem Herzschlag, reduziertem Sauerstoffverbrauch und erniedrigtem Hautwiderstand.
Meditation führt zu einer verminderten Freisetzung von Kortisol nach externen Stressereignissen.
Meditation beeinflusst auch die Expression von Genen, beispielsweise werden während intensiver Meditationsretreats Gene für entzündungsfördernde Proteine, wie TNF-alpha, Cyclooxygenase, CRP oder Histon-Deacetylasen, heruntergeregelt.
Meditation führt zudem zu einem Schutz der Telomere, die bei Meditierenden im Vergleich zu Nicht-Meditierenden länger sind. Telomere sind DNA-Kappen an den Enden von Chromosomen. Kurze Telomere sind ein Biomarker für eine Verschlechterung der Gesundheit, zelluläre Alterung und Stress. Der Schutzeffekt ist abhängig von der Meditationserfahrung.
Auch epigenetische Marker, die sehr stark mit dem biologischen Alter und dem Risiko von Krankheiten korrelieren, werden durch Meditation positiv beeinflusst, was von Forschern als Verlangsamung der „Epigenetischen Uhr“ (eng. epigenetic clock) bezeichnet wurde.

### Psychische Effekte
Meditationstraining hat einen positiven Effekt auf ein breites Spektrum psychologischer Variablen wie Wahrnehmung, Aufmerksamkeit, verringerte emotionale Reaktivität, kognitiver Flexibilität, räumlich-visuelle Verarbeitung, die Gedächtnisleistung und Konzentrationsfähigkeit. Meditation ist dabei wirkungsvoller als Entspannungstechniken. Selbst nach relativ kurzen Zeiträumen von einigen Wochen lassen sich bereits kognitive Effekte nachweisen.
Nach intensiven Meditations-Retreats zeigen Probanden gesteigerte Selbstwirksamkeitserwartung, Mitgefühl für sich selbst und wahrgenommenen Lebenssinn sowie verringerte Werte für Neurotizismus.
Das Üben von Loving-Kindness-Meditation führt zu deutlich verstärkten positiven Emotionen bei den Meditierenden.
Eine besondere Wirkung von Meditation ist darüber hinaus eine Desidentifikation mit Gedanken und Gefühlen. Dieser Effekt wird in der Literatur Decentering (dt. etwa Dezentrierung) genannt.  Decentering ist die Fähigkeit, Gedanken und Gefühle als vorübergehende Ereignisse im Geist und nicht als wahre Reflexionen der Realität und des Selbst zu betrachten. Decentering gilt als Träger gesundheitlicher Effekte in der Psychotherapie.

### Effekte auf die Hirnfunktion und -anatomie
Durch Meditation werden spezifische Hirnregionen verändert, was als kontemplative Neuroplastizität bekannt ist. Bereiche des präfrontalen Kortex, des Hippocampus und der Insula sind bei Meditierenden gegenüber Nicht-Meditierenden stärker ausgeprägt. Meditation führt auch zu langfristigen strukturellen Veränderungen in einigen Bereichen des Default Mode Networks, wie zum Beispiel der temporoparietalen Verbindung und dem posterioren zirkulären Kortex. Diese Veränderungen sind abhängig von der Dauer der Meditationspraxis und markanter bei älteren Menschen, was auf einen durch Meditation gebremsten altersbedingten Hirnverlust hinweist (siehe hierzu auch Default Mode Network und Bewusstseinszustände).
In bildgebenden Studien zeigen unterschiedliche Meditationstechniken konsistent jeweils charakteristische Muster von Hirnaktivierung und -inhibition.
Im menschlichen Gehirn können zwei funktional miteinander verbundene neuronale Netzwerke unterschieden werden, die an unterschiedlichen Aufmerksamkeitsprozessen beteiligt sind. Das „Default Mode Network (DMN)“  ist vor allem dann aktiv, wenn eine Person wach, aber nicht gezielt mit einer Aufgabe beschäftigt ist. Es unterstützt die nach innen gerichtete Aufmerksamkeit, etwa bei Selbstreflexion oder „innerem“ Denken. Im Gegensatz dazu wird das sogenannte „Anti Correlated Network“  insbesondere bei der Verarbeitung „äußerer“ Reize aktiviert und ist mit nach außen gerichteter Aufmerksamkeit verbunden. Meditation kann das „Default Mode Network“ auf verschiedene Weise beeinflussen – in der Regel durch Reduzierung der Aktivität, was zu einer verringerten Selbstbezogenheit und einer stärkeren Fokussierung auf den gegenwärtigen Moment führt. Es gibt jedoch auch meditative Praktiken, bei denen das DMN in einem kontrollierten Maße aktiviert wird. Obwohl Meditation oft mit einer Reduzierung der DMN-Aktivität assoziiert wird, gibt es auch Techniken, bei denen das DMN stärker aktiviert wird. Zum Beispiel kann bei der Selbstbeobachtungsmeditation oder bei Meditationen zur Selbstreflexion das DMN aktiver werden, da der Meditierende sich mit seinem inneren Selbst beschäftigt.
Eine bedeutsame neurologische Veränderung unter Meditation ist eine herabgesetzte Aktivität und stärkere Regulierung des Default Mode Network, einem Hirnnetzwerk, welches ichbezogenes Denken in Ruhe produziert. Aktivität dieses Netzwerks ist verbunden mit geringerer Präsenz und Zufriedenheit.
Einer der am meisten dokumentierten Effekte von Meditation ist die Reduktion der Aktivität des Default Mode Networks. Wenn Meditierende in einen Zustand der Achtsamkeit oder Konzentration eintreten, nehmen sie weniger automatisch an selbstbezogenen Gedanken, wie Grübeleien oder Sorgen, teil, die das DMN dominieren. Dadurch wird das DMN weniger aktiv, was eine verminderte Selbstbezogenheit und eine größere Gegenwärtigkeit fördert.
Auch die Amygdala zeigt bei Meditationserfahrenen veränderte Aktivität.
Meditative Zustände sind auch als Veränderung im Muster der Hirnwellen messbar. Beispielsweise wurde an tibetischen Mönchen mit langjähriger Meditationspraxis die größte jemals gemessene Synchronisierung von Gammawellen im linken Stirnlappen nachgewiesen.

### Gesundheitliche Effekte
Frühe Studien zu gesundheitlichen Effekten von Meditation waren methodisch sehr mangelhaft. Beispielsweise wurden ganz verschiedene Praktiken wie Yoga, Taijiquan und Qigong als sogenannte Mind-Body-Interventions mit Meditation im engeren Sinne vermischt, Studienpopulationen waren klein oder es existierten keine geeigneten Kontrollgruppen. Unter Beachtung der methodischen Mängel ergaben sich dennoch Hinweise auf günstige Effekte von Meditation auf Bluthochdruck, Cholesterin-Spiegel und Herzfrequenz.
Die überwiegende Zahl der Studien verwendete Meditationsprogramme von einigen wenigen Sitzungen bis zu einigen Monaten Dauer. Es ist möglich, dass sich viele gesundheitliche Effekte erst nach längerem Training voll entwickeln und so in den bisherigen Untersuchungen noch nicht voll erfasst werden.
Für Herzinsuffizienz zeigen Studien günstige Effekte auf Belastbarkeit, Lebensqualität und verringerte Hospitalisierung. Meditation zeigt gute Wirkung auf Schmerzintensität und Häufigkeit von Kopfschmerzen und Migräne. Meditation könnte auch bei der Behandlung von Schlafstörungen wirksam sein.
Einige Autoren systematischer Übersichtsarbeiten bemängelten die methodische Qualität vieler früherer Studien, kamen jedoch zu dem Ergebnis, dass es Hinweise gibt, dass Achtsamkeitstraining sich günstig auswirkt auf verschiedene Aspekte psychischer Gesundheit, wie z. B. Stimmung, Lebenszufriedenheit, Emotionsregulation, und das Ausmaß psychischer Symptome.
Eine Verbesserung von Angstzuständen, Depressionen, Stress und Schmerzen durch Meditationstraining wurde auf höchstem Evidenzniveau belegt.  Training in Achtsamkeitsmeditation kann vor Funktionsstörungen infolge hoher Stressbelastung schützen. Die Wirksamkeit der Achtsamkeitsbasierten Kognitiven Therapie (MBCT) zur Rückfallprävention von Depressionen ist ausreichend belegt und wurde deshalb als Therapieempfehlung in die S3-Leitlinie Depression aufgenommen.

## Abgrenzungen
Ähnliche spirituell bedeutsame Bewusstseinszustände oder mystische Erfahrungen, wie sie in der Meditation angestrebt oder erfahren werden, werden auch durch Trance- und Ekstase-Techniken (Trancetanz), Holotropes Atmen oder psychotrope Substanzen gesucht. Die Meditation unterscheidet sich von solchen Praktiken zur Bewusstseinserweiterung wesentlich durch eine fast immer vorausgesetzte und unterstützte klare und wache Bewusstheit. In manchen Traditionen wie zum Beispiel in der christlichen Mystik oder im Vajrayana-Buddhismus gibt es auch fließende Übergänge zwischen Meditation und Tranceinduktion. Auch bei Formen des Gebets, wie sie im Judentum und Christentum praktiziert werden, sind transzendentale Erfahrungen möglich. Wesentliches Unterscheidungsmerkmal zwischen Gebet und Meditation ist die kommunikative Komponente in der Ansprache eines Höheren Wesens im Gebet und der systematischen Übung von geistigen Prozessen, insbesondere der Aufmerksamkeitskontrolle, in der Meditation.
Im Buddhismus, vor allem in seiner tantrischen Variante, und im Hinduismus gibt es spirituelle Praktiken der Anrufung, die dem Gebet sehr ähnlich sind, dort aber Meditation genannt werden.

### Weitere Begriffsverwendung
Der Begriff ist auch für Texte verwendet worden, die Ergebnisse konzentrierten, in die Tiefe gehenden Nachdenkens darstellen, so etwa für Mark Aurels Selbstbetrachtungen oder Descartes’ Meditationen über die Grundlagen der Philosophie.

## Meditationszentrum und Meditations-Retreat

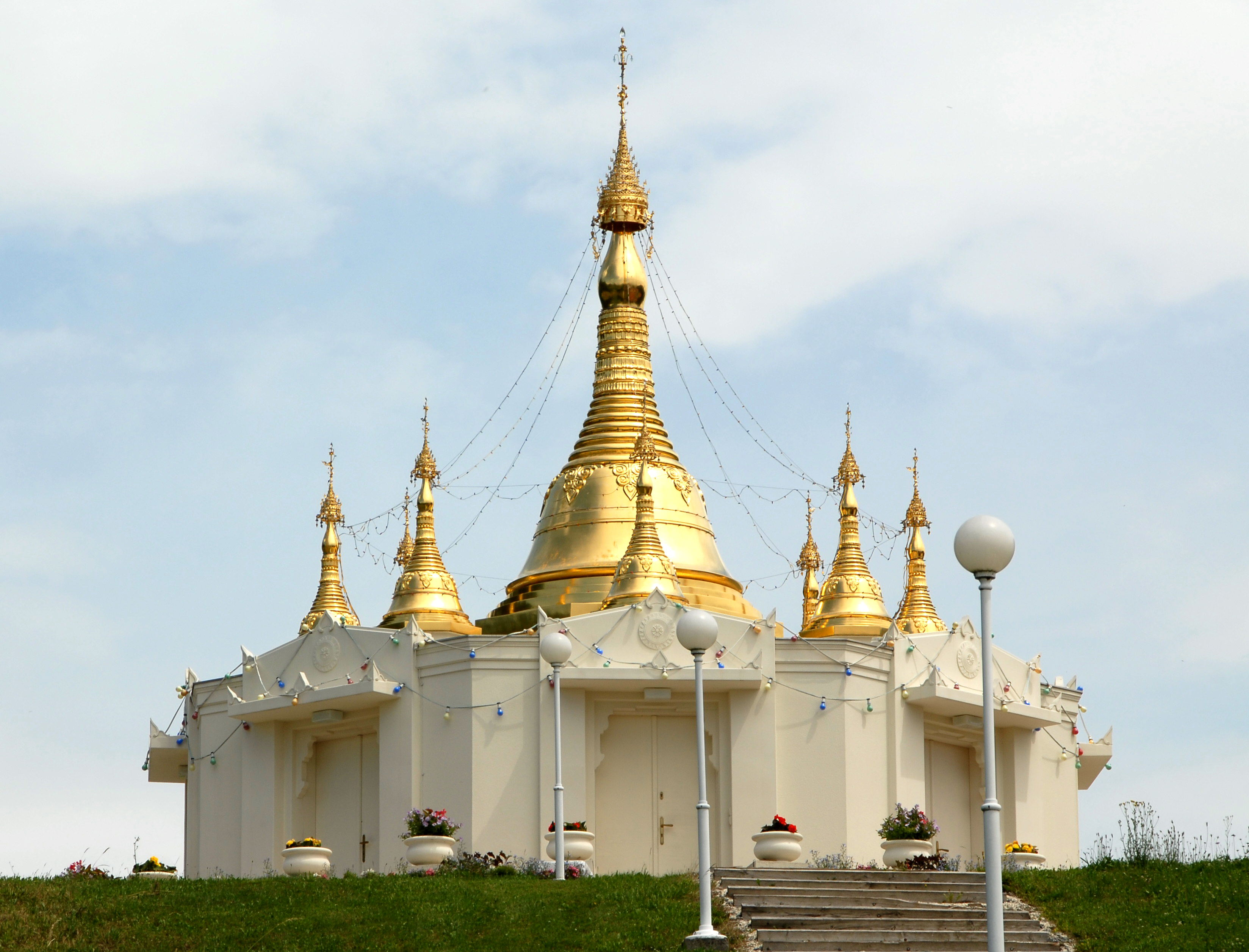
Poggersdorf, Österreich

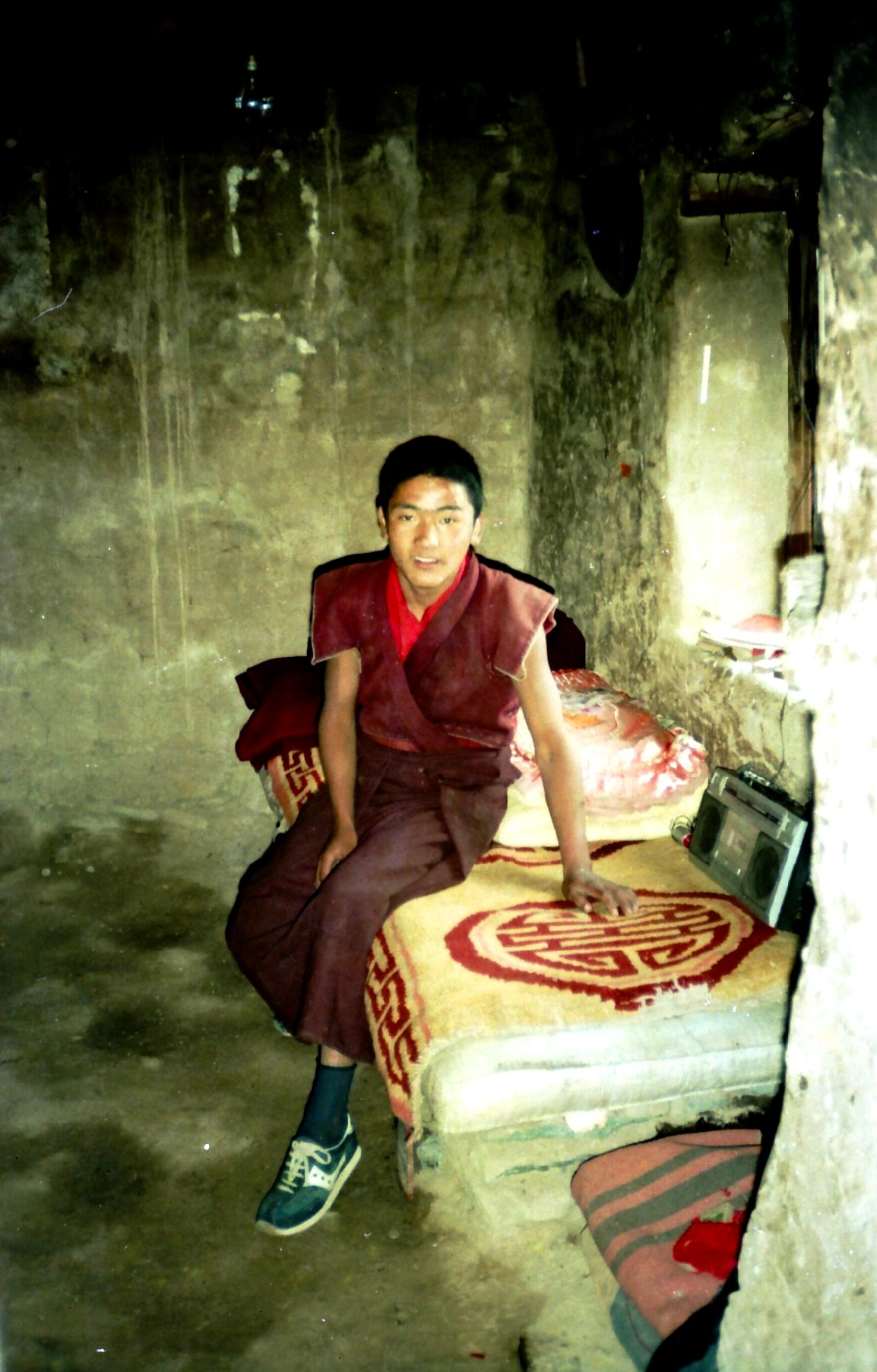
Tibetischer Mönch während der Meditationsklausur, 1993

Meditationszentren sind Orte, die eigens dafür geschaffen wurden, dass Besucher sich dort zu kürzeren oder längeren Meditationen niederlassen können. Sie können mit traditionellen oder säkularen Gruppen assoziiert sein. Auf dem Flughafen Amsterdam-Schiphol gibt es beispielsweise ein Meditationszentrum des Luchthavenpastoraat.
Ein Meditations-Retreat (deutsch: Meditations-Rückzug oder Klausur) ist ein Rückzug aus den Verpflichtungen und Gewohnheiten des Alltages um sich für eine bestimmte Zeit fast ausschließlich der Meditation zu widmen. Dauer des Retreats, Meditationstechniken, Intensität der täglichen Meditation, Regularien bzgl. Sprechen, Essen, Schlafen und sozialem Kontakt, Anleitung und religiöser Kontext variieren dabei und sind abhängig vom Ausrichter. Meditationsretreats sind auch unter buddhistischen Mönchen üblich, die sich beispielsweise in Südost-Asien alljährlich während der Regenzeit für drei Monate von sozialen Angelegenheiten zurückziehen um verstärkt zu meditieren. Weiterhin unterhalten viele tibetische Klöster abgelegene Meditationsorte und Einsiedeleien für die Mitglieder der Klostergemeinschaft und für fortgeschrittene Laienpraktizierende. Die übliche Dauer eines Langzeit-Retreats beträgt dort drei Jahre, drei Monate und drei Tage (lo gsum phyogs gsum), und es ist nicht ungewöhnlich, dass einige Meditierende längere Zeit in intensiver täglicher Praxis verbringen und manche sogar ihr ganzes Leben dem Retreat bzw. der Klausur widmen.